# 姆巴姆-基姆州

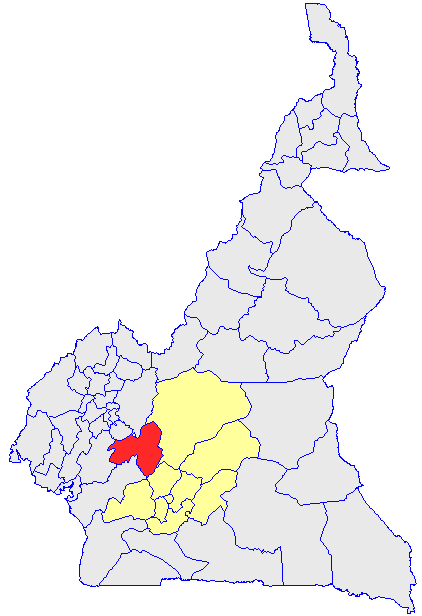

姆巴姆-基姆（法語：Mbam-et-Kim），是喀麥隆的58個州份之一，位於該國中部，由中部區負責管轄，南面是上薩納加州，面積25,906平方公里，2001年人口64,540，人口密度每平方公里2.5人。